# 薫別駅

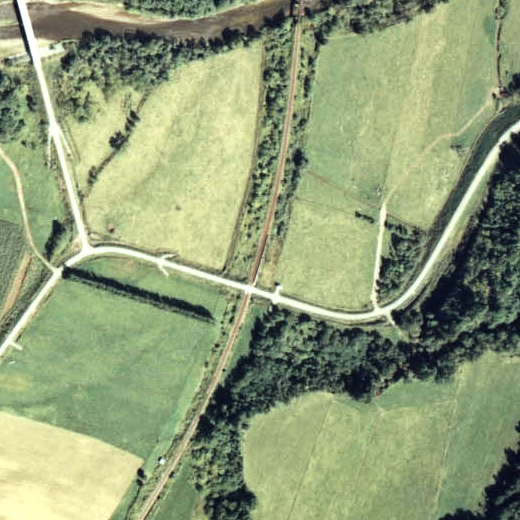
1977年、国鉄池北線時代の薫別駅と周囲500 m範囲。上が北見方面。

薫別駅（くんべつえき）は、北海道足寄郡陸別町字上利別原野東1線254-9にあった北海道ちほく高原鉄道ふるさと銀河線の駅である。国鉄・JR北海道池北線時代の事務管理コードは▲110511。

## 歴史

### 年表
- 1958年（昭和33年）9月10日：日本国有鉄道網走本線に、旅客のみ取り扱う無人駅として新設開業[4][5]。
- 1961年（昭和36年）4月1日：路線の呼称変更により[6]、池北線の駅となる。
- 1987年（昭和62年）4月1日：国鉄分割民営化により北海道旅客鉄道に継承[1]。
- 1989年（平成元年）6月4日：経営移管により、北海道ちほく高原鉄道ふるさと銀河線の駅となる[7][8]。
- 2006年（平成18年）4月21日：ふるさと銀河線廃線により廃止。

### 駅名の由来
地名より。付近を流れる利別川の支流のアイヌ語名にペンケクッペッ（上のクン川）、ポンクンペッ（小さなクン川）の名称があり、その下流の大誉地川の旧名もクンペッであった。「薫別」はこのクンペッに漢字を当てたものであるが、語義不明となっている。
アイヌ語研究者の永田方正は「クンネペッ（kunne-pet）」（黒い・川）に由来すると解釈しており、1973年（昭和48年）に国鉄北海道総局が発行した『北海道　駅名の起源』ではこの説が採用されている。
このほか、更科源蔵や山田秀三は「クウンペッ（ku-un-pet）」（仕掛け弓・ある・川）と解釈している。

## 駅構造
単式ホーム1面1線を有する地上駅であった。

## 駅周辺
薫別の集落がある。
- 利別川
- 国道242号
- 十勝バス「薫別伏古丹」停留所

## 隣の駅
北海道ちほく高原鉄道
ふるさと銀河線
大誉地駅 - 薫別駅 - 陸別駅